# Giro de Lombardía 1939
El Giro de Lombardía 1939 fue la 35.ª edición del Giro de Lombardía. Esta carrera ciclista organizada por La Gazzetta dello Sport se disputó el 23 de octubre de 1939 con salida y llegada a Milán después de un recorrido de 231 km.
El italiano Gino Bartali (Legnano) conseguía su segunda victoria en esta carrera por delante de sus compatriotas Adolfo Leoni (Bianchi) y Salvatore Crippa (Wolsit).

## Clasificación general
| Posición | Ciclista          | Equipo  | Tiempo     |
| -------- | ----------------- | ------- | ---------- |
| 1        | Gino Bartali      | Legnano | 6h 51' 05" |
| 2        | Adolfo Leoni      | Bianchi | + 3' 35"   |
| 3        | Salvatore Crippa  | Wolsit  | m. t.      |
| 4        | Osvaldo Bailo     | Bianchi | m. t.      |
| 5        | Guerrino Tomasoni | Frejus  | m. t.      |
| 6        | Olimpio Bizzi     | Frejus  | m. t.      |
| 7        | Severino Canavesi | Gloria  | + 6' 41"   |
| 8        | Secondo Magni     | Legnano | + 7' 16"   |
| 9        | Glauco Servadei   | Ganna   | m. t.      |
| 10       | Aimone Landi      | Lygie   | m. t.      |